# Gliese 167
Gliese 167 (GJ 167 / HD 27274 / HIP 19884) es una estrella de magnitud aparente +7,64 en la constelación austral de Dorado, situada a 42,8 años luz del sistema solar.
Entre las estrellas cercanas a Gliese 167 se encuentra ζ Doradus, distante poco más de 7 años luz de ella.
Gliese 167 es una enana naranja de tipo espectral K4.5Vk, una estrella de la secuencia principal que obtiene su energía a partir de la fusión del hidrógeno.
Más fría que el Sol —su temperatura superficial es de 4557 K— brilla con una luminosidad visual equivalente al 13% de la luminosidad solar.
De características físicas similares a las de ε Indi, pero cuatro veces más alejada que ésta, tiene el 74% de la masa solar y su diámetro corresponde al 71% del que tiene el Sol.
Gira lentamente sobre sí misma con una velocidad de rotación proyectada de 1,0 km/s y no muestra actividad cromosférica.
Su índice de metalicidad ([Fe/H] = -0,15), calculado a partir de su posición en el diagrama color-magnitud absoluta, revela un contenido metálico —entendiendo por metales aquellos elementos más pesados que el helio— inferior al solar.